# Fabien Lefèvre
Fabien Lefèvre (ur. 18 czerwca 1982 w Orleanie) – francuski kajakarz górski, dwukrotny medalista olimpijski, sześciokrotny mistrz świata.
Srebrny medalista igrzysk olimpijskich w Pekinie w 2008 roku i brązowy w 2004 roku w Atenach w slalomie K-1.
Jest trzynastokrotnym medalistą mistrzostw świata, w tym sześciokrotnym mistrzem (2002-2011), wielokrotnym mistrzem Francji.